# Lithophane pexata
Lithophane pexata là một loài bướm đêm trong họ Noctuidae.